# Красимира Казанджиева
Красимира Тодорова Казанджиева е българска актриса.

## Биография
Родена е на 17 март 1940 г. Баща ѝ е убит от Народния съд след 1944 г.
Завършва ВИТИЗ „Кръстьо Сарафов“ през 1972 г. със специалност актьорско майсторство за драматичен театър.
Участва във филмите „Неспокоен дом“, „Насрещно движение“, „Юлия Вревская“ и „Салвадор Дали“ и има над 50 театрални роли. Дълги години играе на сцената на Сатиричния театър. Също така участва в сериала „Забранена любов“, където изпълнява ролята на Бонка Цекова.
Дава гласа си за радио пиеси, измежду които „Тайната градина“ на Франсис Бърнет.
Започва да се занимава с озвучаване през 1994 г. след препоръка от актрисата Антония Драгова. От 1999 г. до 2015 г. актрисата е в екипа, който озвучава на български език сериала „Дързост и красота“ за БНТ. Тя дублира Стефани Форестър, Карълайн Спенсър и много други. Оттегля се от дублажа малко след това. През 2018 г., когато я питат в интервю защо се отказала от дублажа, тя отговаря под формата на хайку: „Тежи ми товар от предателства нагли. Свръхбагаж за полета!“
От 2016 г. участва в театралните постановки на формацията „Актьори със сребро в косите“ и пише поезия за литературен салон „Евгения Марс“. От 1978 г. е женена за актьора Стефан Германов.

## Телевизионен театър
- „Нощен гост“ (1968) (Павел Вежинов)

## Филмография
- „Кантора Митрани“ (2012), 12 серии – съседка (в 1 серия: VI)
- „Мъж за милиони“ (тв, 2006) – ас. режисьорка
- „Любовниците“ (1991-1992), 8 серии - в 3-та серия: „В двора на китайския император“ (1991)
- „Юлия Вревска“ (1978), 2 серии (България, СССР)
- „Насрещно движение“ (1977)
- „Неспокоен дом“ (1965)
- „А с Альоша сме приятели“ (1967) – Валентина
- „Семейство Калинкови“ (1966), 12 серии – Доганова